# Pavlivske, Vilneansk
Pavlivske (în ucraineană Павлівське) este localitatea de reședință a comunei Pavlivske din raionul Vilneansk, regiunea Zaporijjea, Ucraina.

## Demografie
Componența lingvistică a localității Pavlivske
     Ucraineană (94,91%)
     Rusă (5,09%)
Conform recensământului din 2001, majoritatea populației localității Pavlivske era vorbitoare de ucraineană (94,91%), existând în minoritate și vorbitori de rusă (5,09%).